# Pedro Leal (piłkarz)
Pedro Luis Leal Valencia (ur. 31 stycznia 1989 w Puntarenas) – kostarykański piłkarz występujący na pozycji obrońcy. Zawodnik klubu Carmelita.

## Kariera klubowa
Leal seniorską karierę rozpoczął w 2007 roku w zespole Puntarenas FC z Primera División de Costa Rica. We wrześniu 2011 roku został wypożyczony do słowackiego klubu FK Senica.

## Kariera reprezentacyjna
W reprezentacji Kostaryki Leal zadebiutował 27 marca 2011 roku w zremisowanym 2:2 towarzyskim meczu z Chinami. W tym samym roku został powołany do kadry na Copa América. Na tamtym turnieju, zakończonym przez Kostarykę na fazie grupowej, zagrał w pojedynkach z Kolumbią (0:1), Boliwią (2:0) i Argentyną (0:3).